# Melitaea enoch
Melitaea enoch är en fjärilsart som beskrevs av Higgins 1941. Melitaea enoch ingår i släktet Melitaea och familjen praktfjärilar. Inga underarter finns listade i Catalogue of Life.